# مقاطعة سيبولا (نيومكسيكو)
مقاطعة سيبولا (بالإنجليزية: Cibola County)‏ هي إحدى مقاطعات ولاية نيومكسيكو في الولايات المتحدة الأمريكية.